# Koenraad III van Wittelsbach
Koenraad III van Wittelsbach (circa 1120/1125 - Riedfeld, 25 oktober 1200) was aartsbisschop van Mainz en aartsbisschop van Salzburg.

## Levensloop
Hij was een zoon van paltsgraaf van Beieren Otto IV van Wittelsbach en Heilika van Pettendorf. Hij studeerde in Salzburg en daarna in Parijs.
In 1161 werd hij door keizer Frederik I Barbarossa benoemd tot aartsbisschop van Mainz en aartskanselier van Duitsland. Dit gebeurde na het ontslag van Christiaan I van Buch, die in conflict was met keizer Frederik. In 1164 weigerde hij de verkiezing van tegenpaus Paschalis III te aanvaarden. Paschalis III werd echter gesteund door keizer Frederik I Barbarossa. Hierdoor had Koenraad zijn eed van trouw aan de keizer verbroken en in 1165 vluchtte hij naar Frankrijk. Hierdoor werd hij afgezet als bisschop en werd Christiaan I van Buch opnieuw aartsbisschop van Mainz.
Paus Alexander III weigerde echter de afzetting van Koenraad als aartsbisschop van Mainz te erkennen. De paus maakte Koenraad kardinaal-priester in de kerk San Marcello al Corso te Rome en kardinaal-bisschop van Sabina. Keizer Frederik I was daar zeer boos om en stuurde in 1165 troepen naar Rome. Nadat de stad ingenomen werd, vluchtte Koenraad weg uit Rome. 
In 1176 verloor keizer Frederik I een veldslag tegen de pauselijke troepen. Paus Alexander en Frederik sloten in Venetië een vredesakkoord. Bij dit akkoord erkende de paus Christiaan I van Buch als aartsbisschop van Mainz. In ruil kreeg Koenraad in 1177 het aartsbisdom Salzburg. In 1181 werd hij ook benoemd tot deken van het college van kardinalen.
Na de dood van Christiaan I van Buch nam hij in 1183 ontslag als aartsbisschop van Salzburg en werd opnieuw aartsbisschop van Mainz. In 1197 stelde hij zich aan het hoofd van de voorhoede van de kruistocht die keizer Hendrik VI wilde organiseren. Hetzelfde jaar stierf keizer Hendrik echter onverwacht, waarna een strijd uitbrak over de troonopvolging van het Heilig Roomse Rijk.
In 1198 kwam Koenraad met zijn voorhoede aan in het koninkrijk Jeruzalem. In 1199 werd hij door paus Innocentius III echter teruggeroepen om te bemiddelen bij de hevige strijd tussen Filips van Zwaben en Otto van Brunswijk om de Heilig Roomse troon. In april 1200 slaagde hij erin om een voorlopige wapenstilstand te bereiken. Hetzelfde jaar overleed hij tijdens zijn terugtocht naar het aartsbisdom Mainz in Hongarije. Hij werd begraven in de Dom van Mainz.
- Gemeinsame Normdatei: 118713949
- International Standard Name Identifier: 0000 0000 1045 7320
- Virtual International Authority File: 64802227